# When I Look to the Sky
"When I Look to the Sky" é uma canção da banda americana de rock Train, que está no álbum My Private Nation.

## Faixas
1. "When I Look to the Sky" (editado)
2. "When I Look to the Sky" (versão do LP)
3. "When I Look to the Sky" (acústico)
4. "When I Look to the Sky" (ao vivo)

## Paradas musicais
| Paradas (2004)                                | Melhor posição |
| --------------------------------------------- | -------------- |
| Nova Zelândia (RIANZ)                         | 37             |
| Estados Unidos (Billboard Hot 100)            | 74             |
| Estados Unidos (Billboard Hot 100 Airplay)    | 75             |
| Estados Unidos (Billboard Adult Contemporary) | 24             |
| Estados Unidos (Billboard Adult Pop Songs)    | 9              |